# John Armstrong Drexel
John Armstrong Drexel (24 octobre 1891 - 4 mars 1958) est un pionnier de l'aviation américaine qui fait partie de l'éminente famille Drexel de Philadelphie.

## Jeunesse
Drexel est le fils d'Anthony Joseph Drexel Jr. (1864-1934) et de Margarita Armstrong (1867-1948). Il est le frère cadet du banquier et aviateur, Anthony Joseph Drexel III (en), et de Margaretta, mariée à Guy Finch-Hatton, 14e comte de Winchilsea.
Il est un petit-fils d'Anthony Joseph Drexel, banquier millionnaire et fondateur de l'Université Drexel. Son père commence à travailler pour son grand-père chez Drexel & Co., Drexel, Morgan & Co. de New York et Drexel, Harjes &amp; Co., et est nommé associé le 1er janvier 1890, peu de temps avant sa naissance. Son père démissionne le 21 octobre 1893, quatre mois seulement après la mort de son grand-père, puis mène une vie de loisirs. Outre son héritage de la succession de son père, qu'il partage avec ses trois frères et sœurs, il hérite de 1 000 000 $.

## Carrière
Avec William McArdle, il fonde la New Forest Flying School à East Boldre, la deuxième école de pilotage en Grande-Bretagne et la cinquième au monde.
Le 21 juin 1910, Drexel est le 10e aviateur à recevoir son British Royal Aero Club Aviators Certificate, reconnu par la Fédération aéronautique internationale,. Il est également le 8e aviateur à recevoir une licence de pilote de l'Aero Club of America, passant le test dans son monoplan Blériot à moteur Gnôme.
Le 12 août 1910, il établit le record du monde d'altitude de 6 595 pieds dans un monoplan Blériot en compétition à Lanark, en Écosse,,. En novembre 1910, dans une tentative de vol à travers le pays, il perd son chemin et doit atterrir près de la rivière Delaware.
Pendant la Première Guerre mondiale, il sert comme chauffeur du maréchal John French et plus tard, vole avec l'Escadrille française Lafayette jusqu'en 1917. Il est ensuite nommé major dans la section de l'aviation de l'US Signal Corps, servant jusqu'à la fin de la guerre dans l'United States Army Air Service.
En 1926, Drexel conduit le train Flying Scotsman de Londres à Édimbourg.
En 1934, Drexel devient associé dans la société de valeurs mobilières de William P. Bonbright & Co. avec August Belmont IV. Il siège également au conseil d'administration de Bonbright et au conseil d'administration de l'Anglo-South American Bank.